# 西山記念会館
西山記念会館（にしやまきねんかいかん）は、かつて兵庫県神戸市に存在した記念館・ホール。1975年に開館した。
三角形の敷地を巧みに生かして設計されたユニークなオブジェのような外観の造形物は、建築家村野藤吾の手によるもの。1976年度BCS賞受賞、神戸建築百選'93に選ばれた。
川崎製鉄（現JFEスチール）初代社長である西山弥太郎 (1893 - 1966) の顕彰を主たる目的として建てられた施設であり、館内には西山弥太郎を紹介する記念室のほか、大ホール、多目的ホールなどがあった。また阪神春日野道駅への入口も併設されていたが、解体工事が開始されるとその入口も閉鎖となった。
川崎製鉄とNKK（日本鋼管）の経営統合によって本社機構は東京等に移転し、旧川崎製鉄本社に隣接していた本館では、入社式や株主総会等の川鉄関連行事が行われなくなり、施設利用率が激減した。建物の老朽化が進み維持費もかさんだことから、2011年3月31日に閉館し、2012年9月頃からは解体が始まった。跡地にはマンションが建設された。

## 施設
- 多目的ホール（定員500名：立食形式）
- 記念室、談話室（定員40名：座席）
- 大ホール（定員718名：固定席）
- 会議室（定員100名：スクール形式）、喫茶室

## 交通アクセス
- 山陽新幹線「新神戸駅」からタクシー10分
- 阪神本線「春日野道駅」徒歩1分
- 阪急神戸本線「春日野道駅」徒歩7分

## 周辺情報
- 兵庫県立美術館 原田の森ギャラリー
- 神戸市王子スタジアム
- 神戸市立王子動物園
  - 旧ハンター住宅
- HAT神戸
  - WHO健康開発総合研究センター（WHO神戸センター・WKC）
  - 兵庫県立美術館
  - 人と防災未来センター
    - ひと未来館
    - 防災未来館

  - 水際広場
    - ハーバーウォーク

  - HATなぎさの湯（天然温泉複合施設）